# Pseudagrion trigonale
Pseudagrion trigonale là một loài chuồn chuồn kim trong họ Coenagrionidae.
Pseudagrion trigonale được miêu tả khoa học năm 1951 bởi Schmidt.